# Leopoldo Jiménez
Leopoldo Jiménez   (Caracas, 22 de maig de 1978) és un futbolista i entrenador veneçolà de la dècada de 2000.
Fou 64 cops internacional amb la selecció de Veneçuela.
Pel que fa a clubs, fou jugador, entre d'altres, d'Once Caldas, Córdoba CF, FC Alania Vladikavkaz, Aris Limassol, Deportivo Italia, i Carabobo FC.